# Sialocara cerasinum
Sialocara cerasinum är en stekelart som beskrevs av Henry Keith Townes, Jr. 1970. Sialocara cerasinum ingår i släktet Sialocara och familjen brokparasitsteklar. Inga underarter finns listade i Catalogue of Life.